# Cascada Boyoma
Cascadele Boyoma sau „Stanley Falls” denumit după Henry Morton Stanley, regiunea cascadelor se află la Kisangani pe cursul superior al fluviului Congo numit „Lualaba” în Republica Democrată Congo.
Boyoma Falls, cunoscuta anterior ca Stanley Falls, formată din șapte cataracte, nici una dintre ele ne având mai  mult de 5 m înaltime. Ea se întinde pe 100 km de-a lungul unei curbe a râului Lualaba între orașele Ubundu și Kisangani în provincia Orientala a Republicii Democratice Congo.
În partea de jos a pragurilor, Lualaba devine râul Congo. Cele șapte cataracte au o scădere totala de 61 m. Cele două cataracta majore sunt Ubundu, formând un curs de apa îngust și strâmb, care este greu accesibil, iar ultimul, care poate fi ușor de văzut și, de asemenea, să fie vizitat din Kisangani.
O cale ferată de 1000 m ocolește seria de praguri și conectează Kisangani de Ubundu.
În special în rândul vorbitorilor de limba franceza cataractele sunt cunoscute sub numele de Wagenia Falls (chûtes Wagenia), referindu-se la pescarii locali numiti Wagenia sau Wagenya care au dezvoltat o tehnică specială de pescuit. Ei construiesc sisteme de trepiede din lemn de-a lungul pragurilor stabilizate în găuri săpate în stâncă. Acestea servesc ca ancore pentru coșurile de pește ce prind în curse pești mari.